# Isóbata

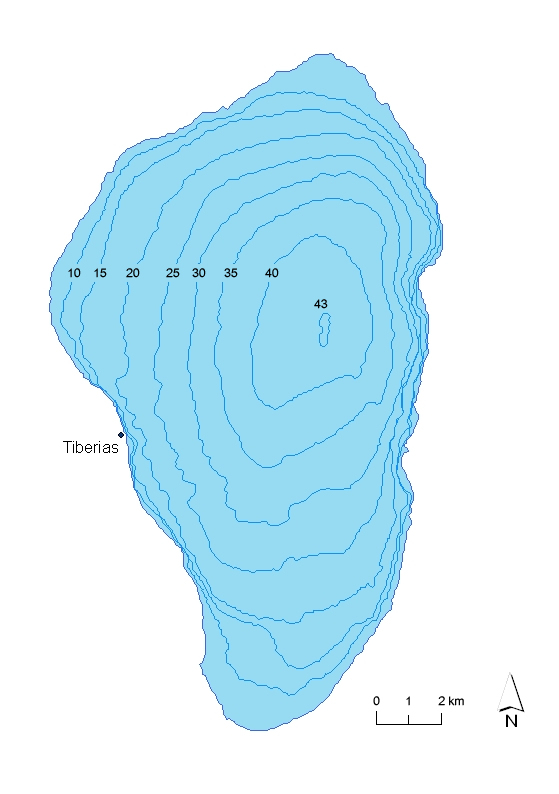
Mapa batimétrico del Mar de Galilea.

La isóbata es una curva que se utiliza para la representación cartográfica de los puntos de igual profundidad en el océano y en el mar, así como en lagos de grandes dimensiones. También es usado para representar la profundidad de formaciones geológicas, tanto su techo como su base.
En Geodesia, es cada una de las curvas de nivel que materializa una sección horizontal de relieve representado. La equidistancia, diferencia de altitud entre dos curvas sucesivas, es constante y su valor depende de la escala del mapa y de la importancia del relieve. 